# Sandreczky

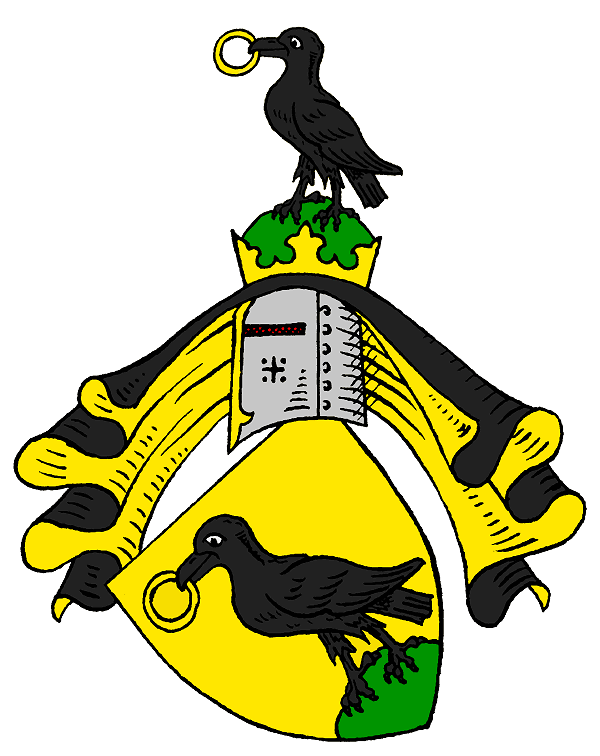
Stammwappen derer von Sandreczky

Sandreczky, später auch Sandretzky u. ä. (tschechisch: Sendražský ze Sendražic, auch Sendražští ze Sendražice, abgeleitet von Sendražice), ist der Name eines böhmischen Uradelsgeschlechts, das sich nach dem Dreißigjährigen Krieg vor allem in Schlesien ausbreitete.

## Geschichte
Die Familie Sandreczky erhielt ihren Namen von der heute nicht mehr vorhandenen Burg Sendražic bei Smirschitz (Smirzitz) im altböhmischen Königgrätzer Kreis, in deren Nähe auch die das gleiche Wappen führenden Othmar von Holohlaw angesessen waren. 1297 wurde ein Andreas auf Sendražic erwähnt, 1411 starb Peter, Besitzer von Burg und Dorf Sendražic.
Die Stammreihe beginnt dann um 1450 mit Nikolaus Sandreczky von Sendražic († nach 1485), Feldhauptmann der Utraquisten im späteren Landkreis Königgrätz. In Folge des Dreißigjährigen Krieges soll sich Boguslaw von Sandrasky nach Schlesien begeben haben und vermählte sich dort mit Anna Margarethe von Abschatz a.d.H. Koiskau († 1659). Sein Sohn Adam Boguslav von Sandreczky (* 1630; † 1695) setzte mit Barbara von Gellhorn a.d.H. Rogau (* 1635; † 1692) den Stamm fort. Beider Söhne Hans Friedrich (* 1668; † 1737) und Gottlieb Ferdinand von Sandreczky wurden in Wien am 11. Februar 1697 in den Freiherrenstand gehoben.
Des Erstgenannten Sohn aus der Ehe mit Juliane Elisabeth von Haugwitz a.d.H. Klein-Obisch (* 1680; † 1723), Freiherr Johann (Hans) Ferdinand von Sandrasky (* 1711; † 1775), königlich preußischer Kammerherr und Hofmarschall des Prinzen August von Preußen, wurde am 6. November 1741 anlässlich der Huldigung Friedrichs des Großen durch die schlesischen Stände in Breslau in den erblichen preußischen Grafenstand erhoben. Das entsprechende Diplom wurde am 28. Juni 1742 in Berlin ausgestellt. Zusätzlich wurde selbigem am 26. Juni 1765 vom König die Erblandmarschallswürde des Herzogtums Schlesien verliehen.
Am 3. Juni 1827 wurde der Familie eine erbliche Kollektivstimme auf dem schlesischen Provinziallandtagen erteilt.
Graf Erdmann von Sandreczky und Sandraschütz (* 1808; † 1863), Majoratsherr auf Langenbielau, königlich preußischer Kammerherr und Erblandmarschall des Herzogtums Schlesien, verheiratet mit Gräfin Agnes Leopoldine Friederike von Kalckreuth (* 1809; † 1862), wurde am 12. Oktober 1854 erbliches Mitglied des preußischen Herrenhauses, geknüpft an den Besitz des Majorats Langenbielau. Das Geschlecht erlosch mit dessen zu Miesbach in Oberbayern am 2. Dezember 1886 verstorbenem Sohn Graf Hans Adam Friedrich Bogislaus von Sandretzky und Sandraschütz im Mannesstamm. Der große Majoratsbesitz Langenbielau fiel damit an den Sohn seiner Schwester Agnes (* 1835; † 1879), Ernst Julius von Seidlitz-Ludwigsdorf. Dieser wurde am 24. Juni 1891 in den Grafenstand erhoben unter gleichzeitiger Annahme des Namens Seidlitz-Sandreczki und entsprechender Wappenvereinigung. Die Familie Seidlitz-Sandreczki behielt diese Güter bis 1945.

## Historischer Güterbesitz

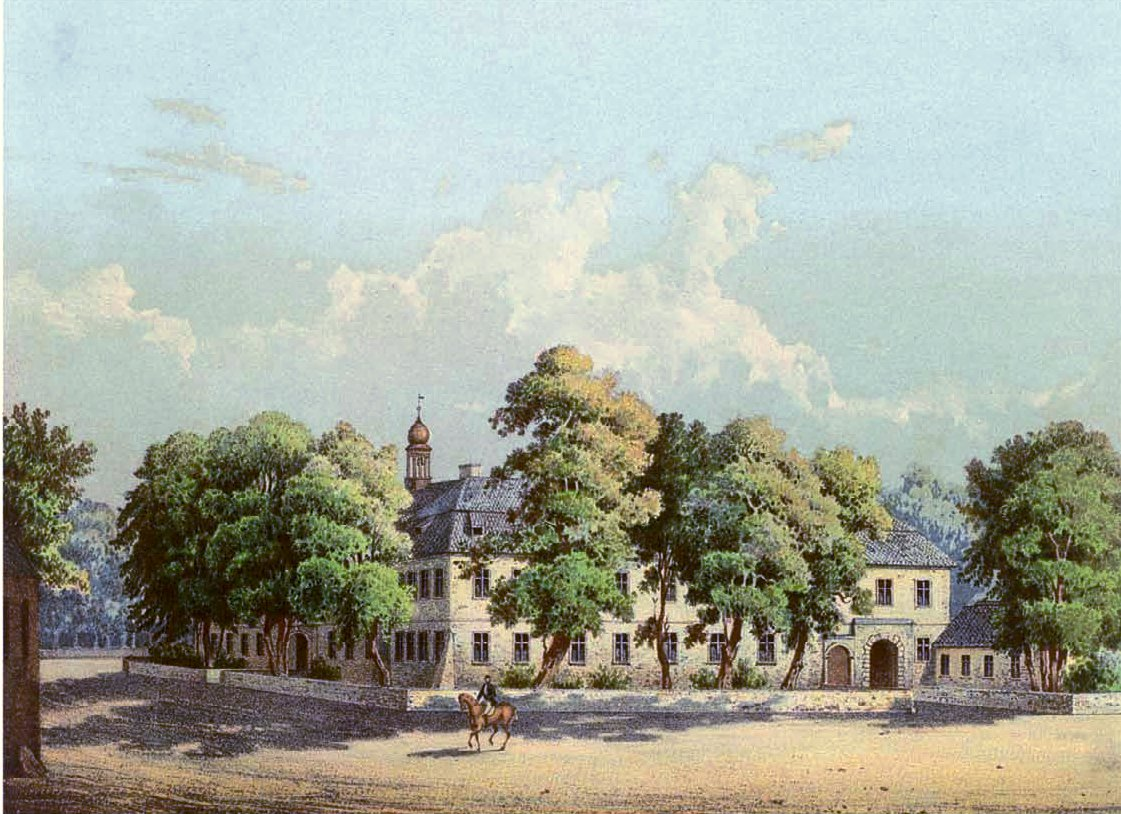
Schloss Langenbielau um 1860, Sammlung Alexander Duncker

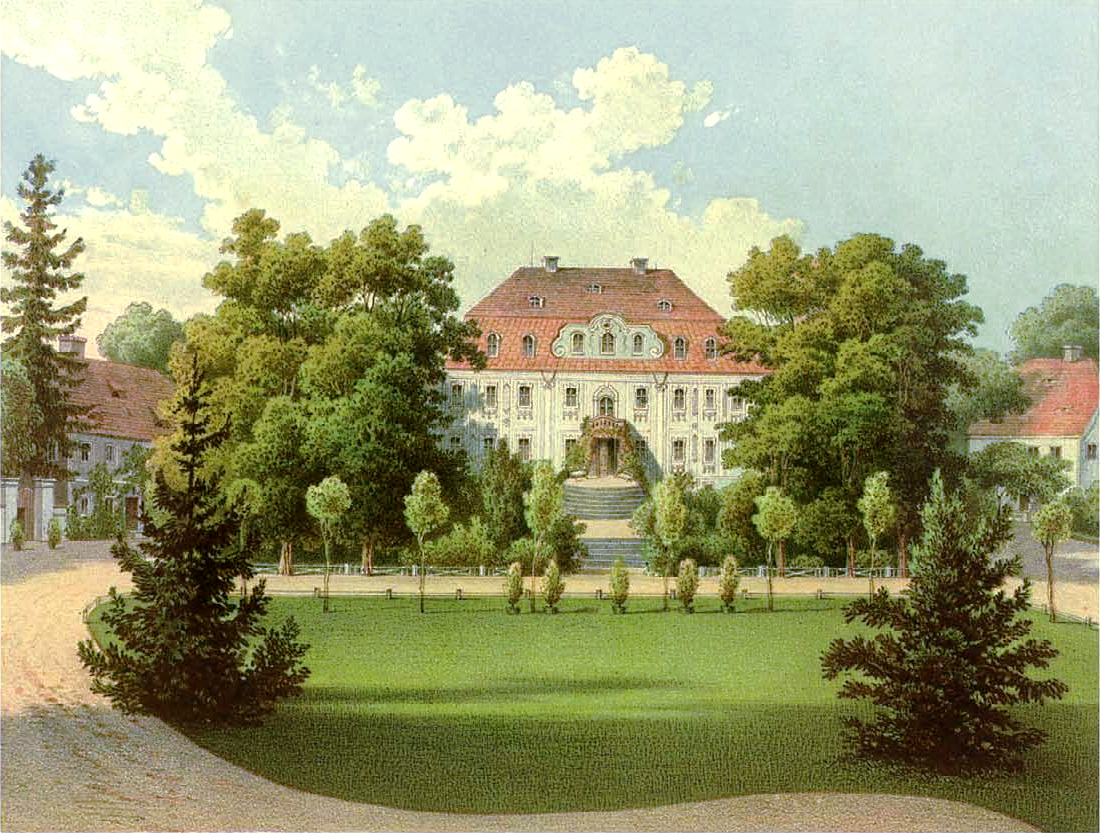
Rittergut Armenruh um 1860, Sammlung Alexander Duncker

Gutsbesitz der Familie Sandreczky in Schlesien:
- Im Kreis Groß Wartenberg: Altebrettmühle, Dombrowna, Pawelke, Sandraschütz[5] sowie Groß und Klein Schönwald (1789–1808).
- Im Kreis Goldberg–Haynau: Armenruh und Harpensdorf (1738) sowie Hohendorf (1742)
- Im Kreis Namslau: Bankwitz, Groditz, Gühlchen und Lippe (1803–1830) sowie Wensowitte (1803)
- Im Kreis Nimptsch: Böhlitz (1803), Glofenau (1774–1814), Dürr– (1750–1856) und Grün Hartau (1774–1803), Ober- und Nieder Jordansmühle (1750–1818), Kaltenhäuser (1803), Klein Kniegnitz (1690–1742), Fideikommiss Manze (1750–1840), Prschiedrowitz (1690–1742), Reissau (1774–1814), Rosswitz (1803–1814), Schwentnig (1690–1742), Silbitz (1771–1805) und Strachau (1805)
- Im Kreis Strehlen: Bohrau (1774–1856), Geppendorf (1774–1830), Krentsch (1774–1814), Deutsch Lauden (1774–1830), Neidchen (1774–1814), Ottwitz (1174–1814), Petrigau (1774–1856), Schönfeld (1774–1856), Wädlchen (1774–1814) und Wammen (1774–1814)
- Im Kreis Ohlau: Gaulau (1750–1818), Kransenau (1750–1818), Lange (1803) und Rattwitz (1803)
- Im Kreis Kreuzburg: Golkowitz (1797–1803)[6] und Kochelsdorf (1738)
- Im Kreis Oels: Görlitz, Louisenthal, Sechskiefern und Wildschütz (1805)
- Im Kreis Trebnitz: Simsdorf (1805)
- Im Kreis Reichenbach: Weigelsdorf (1695)

Langenbielau im Kreis Reichenbach befand sich seit 1672 in Familienbesitz. 1778 wurde es mit Berthelsdorf, Harthau, Nieder Langseifersdorf, Stoschendorf, Lauterbach, Groß Ellguth sowie Nieder- und Oberpanthenau zum Majorat vereinigt. Bohrau im Kreis Strehlen bildete zusammen mit der Herrschaft Manze im Kreis Nimptsch ein zweites Majorat der Familie.

## Wappen
Das Stammwappen gehört zur Wappengemeinschaft Korwin. Es zeigt in Gold auf grünem Hügel einen natürlichen Raben mit einem goldenen Fingerring im Schnabel. Auf dem Helm mit schwarz-goldenen Decken der Rabe mit dem Ring auf dem Hügel.
Das Gräfliche Wappen (1742) ist innerhalb des goldenen Schildrandes geviert: 1 und 4 in Silber ein königlich gekrönter, gold-bewehrter, preußischer, schwarzer Adler, die Flügel belegt mit goldenen Kleestengeln; 2 und 3 wie das Stammwappen. Drei Helme: rechts der Helm des Stammwappens, jedoch der Rabe einwärts gekehrt, auf dem mittleren Helm mit schwarz-silbernen Decken der Adler; links der Helm des Stammwappens. Schildhalter: Zwei blau gekleidete Ungarn in goldenen Stiefeln, silbernen Kragen und abhängenden pelzbesetzten blauen Mützen, die umgehängten gold-begrifften Säbel in schwarzen Scheiden.

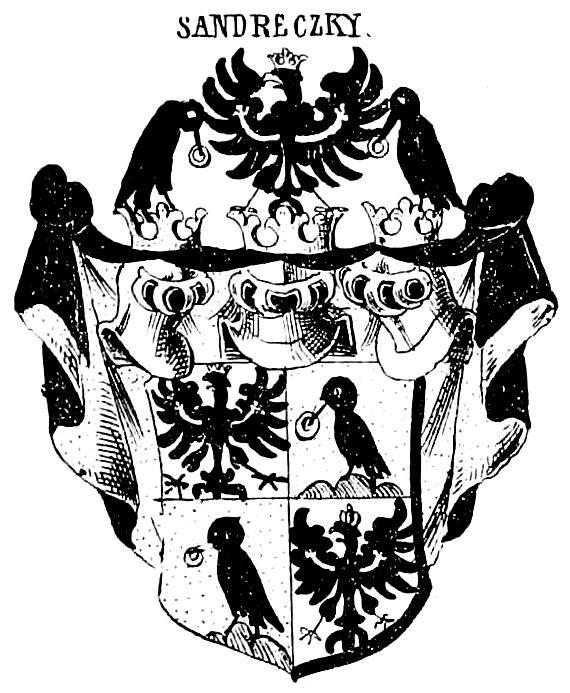
Wappen der Grafen von Sandreczky
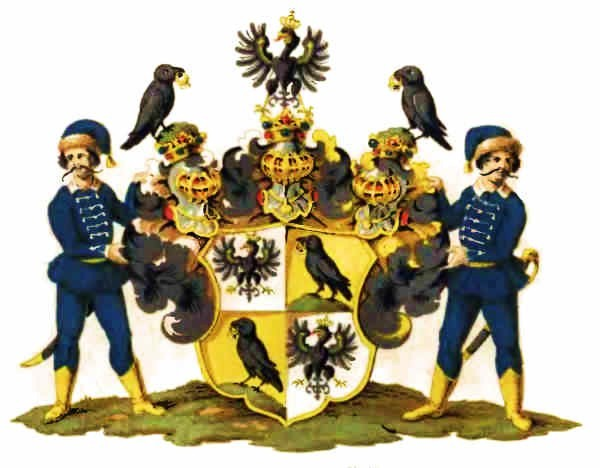
Wappen der Grafen von Sandreczky

## Angehörige

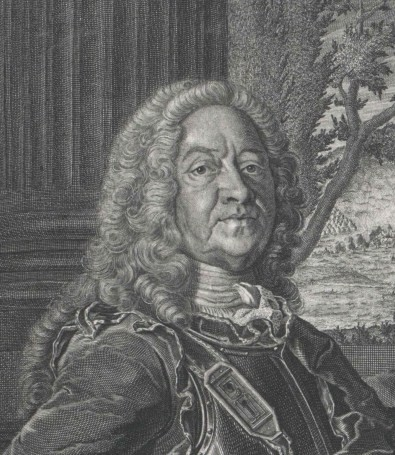
Hans Friedrich von Sandreczky und Sandraschütz (1668–1737)

- Freiherr Hans Friedrich von Sandreczky und Sandraschütz (* 1668; † 1737), Erbherr auf Niederlangenseifersdorff, Schwentnig, Kleinkniegnitz und Prschidrowitz, Landesältester der Fürstentümer Schweidnitz und Jauer
- Graf Johann (Hans) Ferdinand von Sandretzky (* 1711; † 1775), Erbherr auf Langenbielau, königlich preußischer Kammerherr und Hofmarschall, Erblandesmarschall von Schlesien
- Gräfin Sophie Juliane Sandretzky (1732–1796), jüngere Schwester von Gräfin Friderike Konstanze Henriette von Bohlen geb. Sandretzky (1743–1814), die in zweiter Ehe mit dem Chefpräsidenten des Oberamts in Breslau Ferdinand Sigismund Freiherr von Seidlitz auf Golau (1725–1806) verheiratet war.
- Gräfin Luise Beate Sandretzky und Sandraschütz, verheiratet mit Ferdinand Heinrich Sigismund von Seidlitz auf Golau (1770–1811), dem Sohn von Ferdinand Sigismund Freiherr von Seidlitz auf Golau[8]
- Graf Erdmann Karl Gottlob von Sandretzky und Sandraschütz (* 1808; † 1863), Majoratsherr auf Langenbielau, königlich preußischer Kammerherr und Erblandmarschall des Herzogtums Schlesien, 1854–1863 erbliches Mitglied des preußischen Herrenhauses
- Graf Hans Adam Friedrich Bogislaus von Sandretzky und Sandraschütz (* 1843; † 1886), schlesischer Gutsbesitzer (u. a. auf Fideikommiss Langenbielau), 1873–1886 erbliches Mitglied des preußischen Herrenhauses

Anmerkung: Der Leutnant Heinrich Friedrich Sandretzki, der am 12. November 1770 in den preußischen Adelsstand erhoben wurde, gehört nicht zu dieser Familie.